# Unione Sportiva Lucchese Libertas 1976-1977
Questa pagina raccoglie le informazioni riguardanti l'Unione Sportiva Lucchese Libertas nelle competizioni ufficiali della stagione 1976-1977.

## Rosa
| N. |                   | Ruolo | Calciatore           |
| -- | ----------------- | ----- | -------------------- |
|    | Italia (bandiera) | A     | Dario Belloli        |
|    | Italia (bandiera) | P     | Luigi Bertolini      |
|    | Italia (bandiera) | C     | Francesco Bertolucci |
|    | Italia (bandiera) | A     | Antonio Bongiorni    |
|    | Italia (bandiera) | C     | Ugo Buttino          |
|    | Italia (bandiera) | C     | Pasquale Casale      |
|    | Italia (bandiera) | D     | Andrea Cisco         |
|    | Italia (bandiera) | D     | Sergio Dariol        |
|    | Italia (bandiera) | C     | Maurizio Gaiardi     |
|    | Italia (bandiera) | D     | Giuseppe Lo Miglio   |

| N. |                   | Ruolo | Calciatore         |
| -- | ----------------- | ----- | ------------------ |
|    | Italia (bandiera) | C     | Massimo Lupi       |
|    | Italia (bandiera) | D     | Massimo Morgia     |
|    | Italia (bandiera) | D     | Lucio Nobile       |
|    | Italia (bandiera) | P     | Massimo Pierotti   |
|    | Italia (bandiera) | A     | Mario Piga         |
|    | Italia (bandiera) | D     | Felicino Pollacchi |
|    | Italia (bandiera) | A     | Eugenio Scheda     |
|    | Italia (bandiera) | D     | Stefano Soncini    |
|    | Italia (bandiera) | C     | Luciano Vescovi    |